# تاج‌پولک
تاج‌پولک(نام علمی: Stephanolepis) نام یک سرده از تیره سوهان‌ماهی است.